# Regnenses

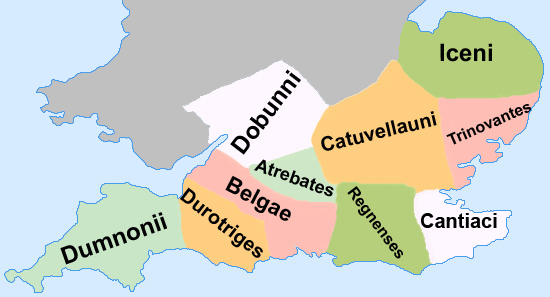
De Keltische stammen in Zuid-Engeland.

De Regnenses, Regni of Regini waren een Keltisch koninkrijk in Brittannië en later een civitas van het Romeinse Rijk. De hoofdstad was Noviomagus Regnorum, het hedendaagse Chichester in West Sussex.
Voor de Romeinse verovering schijnt het gebied toebehoord te hebben aan de Atrebati, mogelijk door een verbond van stammen. Er wordt geopperd dat in het beginstadium van de veroveringen de Romeinen de Atrebati hielden als een nominaal zelfstandig Romeinse satellietstaat; die als buffer fungeerde tussen de Romeinse provincie in het Oosten en nog niet veroverde stammen in het Westen. Het koninkrijk werd in die periode bestuurd door Tiberius Claudius Cogidubnus. Tacitus schreef: "verschillende civitates werden gegeven aan koning Cogidubnus en maakt een opmerking over zijn trouw. Een inscriptie uit de eerste eeuw na Chr. uit Chichester vermeld zijn naam, en de opmerking dat hij het Romeinse staatsburgerschap gekregen had van Claudius of Nero
Het is mogelijk dat Cogidubnus verwant was aan Verica, de koning van de Atrebati die de Romeinen een excuus gaf om Brittannië binnen te vallen door zijn omverwerping. Na de dood van Cogidubnus werd het koninkrijk opgenomen in de Romeinse provinciën onder directe controle van Rome en onderverdeeld in verschillende civitates, waaronder de Atrebati, Belgae, en Regnenses (geïnterpreteerd in het Latijn als "mensen van het koninkrijk").
Deze theorie hangt natuurlijk af van de reconstructie van de naam van de civitas als Regnenses, wat verre van zeker is, want veel linguïsten kiezen voor een inheems Regni of Regini. 
Gelijkaardig is de veronderstelling dat Cogidubnus als legaat werd gekozen, een rang die enkel aan senatoren gegeven werd. Het is gebaseerd op de reconstructie van de inscriptie in Chichester. De reconstructie zegt Cogidubni regis legati Augusti in Britannia ("koning en rijkslegaat in Brittannië"). Het is meer waarschijnlijk dat er Cogidubni regis magni Britanniae ("grote koning in Brittannië") staat (Bogaers 1979).